# Bolszoj Ułagan
Bolszoj Ułagan (ros. Большой Улаган) – rzeka w azjatyckiej części Rosji, prawy dopływ rzeki Baszkaus. Przepływa przez rejon ułagański, w Republice Ałtaju. Długość rzeki – 54 km. Powierzchnia zlewni – 660 km².

## Informacje ogólne
Bolszoj Ułagan przepływa przez rejon ułagański. Wypływa z jeziora Kokkiol na wysokości 1749 metrów n.p.m., a następnie płynie przez Płaskowyż Ułagański. Uchodzi do Baszkausu we wsi Ułagan.